# Hurbache
Hurbache település Franciaországban, Vosges megyében. Lakosainak száma 291 fő (2022. január 1.). Hurbache Denipaire, Moyenmoutier, Saint-Dié-des-Vosges és La Voivre községekkel határos.

## Népesség
A település népességének változása:
| Lakosok száma | 301  | 314  | 334  | 320  | 319  | 319  | 310  | 300  | 291  |
|               | 2013 | 2015 | 2016 | 2017 | 2018 | 2019 | 2020 | 2021 | 2022 |